# Nikolaos Michaloliakos
Nikolaos G. Michaloliakos (grekiska: Νικόλαος Γ. Μιχαλολιάκος), född 28 juli 1957 i Aten i Grekland, är en grekisk politiker och partiledare för det nynazistiska och nationalistiska partiet Gyllene gryning.
Michaloliakos har akademiska studier i matematik och engagerade sig vid 16 års ålder i Konstantinos Plevris nationalistiska parti.